# 中西部地區 (委內瑞拉)

中西部地區

中西部地區（西班牙語：Región Centroccidental）是委內瑞拉的9個政治行政區域之一，範圍包含法爾孔州、拉臘州、波圖格薩州、亞拉奎州。人口3,703,675人，面積66,900平方公里。最大城市為巴基西梅托。
該地區主要經濟活動為旅遊業、石油工業和農業。
- 『委內瑞拉之花』，巴基西梅托的地標建築
- 莫羅科伊國家公園
- 聖安娜德科羅及其港口被列為世界文化遺產。